# Allentown, Pennsylvania
Allentown är en stad i Pennsylvania i USA. Efter Philadelphia och Pittsburgh är Allentown Pennsylvanias tredje största stad. Allentown hade 118 032 invånare 2010.
Allentown ligger 95 kilometer norr om Philadelphia, den femte största staden i USA, och 145 kilometer väster om New York, USA:s största stad.

## Sport
I Allentown finns Lehigh Valley IronPigs, en basebollklubb som är Philadelphia Phillies högsta farmarklubb.

## Kända personer från Allentown
- Charlie Dent, politiker
- Gloria Ehret, golfspelare
- Lee Iacocca, företagsledare
- Keith Jarrett, pianist och kompositör
- John Kline, politiker
- Carson Kressley, modeexpert
- Aimee Mullins, friidrottare
- Eddie Sachs, racerförare
- Amanda Seyfried, skådespelare
- Richard A. Snelling, politiker
- Christine Taylor, skådespelare
- Lil Peep, artist

## Staden i populärkulturen
Allentown har blivit omsjungen av artisten Billy Joel, på albumet The Nylon Curtain från 1982.